# Kadima
Pour les articles homonymes, voir Kadima (homonymie).
Kadima (en hébreu : קדימה, « En avant » en français) est un parti politique israélien créé par Ariel Sharon le 24 novembre 2005. Son orientation est centriste sur les critères de l’échiquier politique israélien, et son slogan est « On continue de l’avant ! ». Il est membre observateur de l’Alliance mondiale des démocrates.
Le parti dispose de 28 sièges à la 18e Knesset, mais est sévèrement battu lors des élections législatives israéliennes de 2013 où il ne remporte que 2 sièges. Il ne présente pas de candidat aux élections législatives de 2015.

## Création

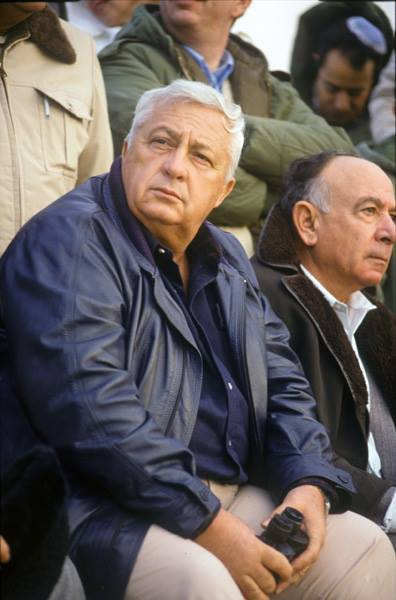
Ariel Sharon, fondateur de Kadima.

Ariel Sharon a commencé sa carrière dans des tendances plus de gauche, notamment dans le parti Shlomtzion. En 1973, il participe à la fondation du Likoud, parti dominant de la droite nationaliste israélienne, qu’il dirige de 1999 à 2005.
En 2005, l’opposition d’une majorité du Likoud au plan de désengagement des territoires occupés, la rivalité avec Benyamin Netanyahou, sa popularité croissante dans les sondages, l’élection d’Amir Peretz au Parti travailliste et la démission des ministres travaillistes du gouvernement d’union nationale, conduisent Ariel Sharon à quitter le Likoud et à créer le parti Kadima.
Pendant la plus grande partie de sa carrière politique, Ariel Sharon a été l'allié des colons et des tendances les plus radicales de la droite israélienne, utilisant ses fonctions ministérielles dans plusieurs cabinets pour construire et soutenir les colonies de Gaza et de Cisjordanie. Les colons l'ont longtemps considéré comme un de leurs défenseurs les plus fidèles. Il a entamé sa métamorphose politique en 2001, lorsqu'il a reconnu pour la première fois que l'occupation des territoires palestiniens par Israël ne pourrait durer éternellement, rompant ainsi avec ses positions passées. Kadima est considéré comme un parti centriste ou comme un parti de droite « réaliste » sur la question palestinienne.
Quatorze des 40 députés du Likoud, ainsi qu’une partie du gouvernement, dont le vice Premier ministre, le ministre de la Justice, le ministre du Tourisme, le ministre de la Sécurité intérieure, le ministre du Transport et le ministre du Travail, se rattachent au parti Kadima. Le 24 novembre 2005, Ariel Sharon dépose officiellement les statuts du parti et une liste de 144 membres.
Les premiers sondages après la création du parti montrent qu’il est en tête des partis politiques israéliens.
Lorsque Ariel Sharon est hospitalisé à la suite d'une attaque cérébrale, Ehud Olmert (alors vice-Premier ministre) occupe à partir du 4 janvier 2006, le poste de Premier ministre par intérim en remplacement de celui-ci, comme la loi israélienne le prévoit. Le 16 janvier 2006, Kadima approuve la nomination d’Ehud Olmert à la tête du parti, à la suite de la maladie d’Ariel Sharon.

### Nom du parti
Le nom de Ahrayout leoumit (« Responsabilité nationale ») avait été annoncé dans un premier temps pour cette nouvelle formation politique.
Kadima se traduit littéralement en italien Avanti, qui était le slogan des chemises noires de Benito Mussolini. Le choix de ce nom est critiqué, en particulier par Tomy Lapid. « Kadimah » était aussi le nom donné à l’association regroupant des étudiants juifs de Vienne dans la période de la création du sionisme fin du XIXe, début du XXe siècle.

## Élections législatives de 2006
La ministre de la Justice Tzipi Livni rend public le programme du parti pour les élections législatives du 28 mars 2006. Parmi les propositions marquantes dans le domaine de la sécurité :
- la création d’un « État palestinien démilitarisé ne se livrant pas au terrorisme » ;
- le maintien du contrôle d’Israël sur l’ensemble de Jérusalem, y compris la partie orientale ; Kadima définit également Israël comme le « foyer national du peuple juif » où « la majorité juive de la population doit être maintenue » ;
- le retrait de certaines zones : « Nous devons abandonner une partie de la terre d’Israël pour établir un État juif et démocratique. »

Le 28 mars 2006, Kadima remporte les élections législatives à la 17e Knesset. Il gagne 29 sièges sur les 120 (ce qui était moins que ce que les sondages prédisaient à Ariel Sharon lorsqu’il en était le chef), et forme une coalition avec les Travaillistes, le Shas et le Gil (retraités), ce qui donne à la majorité une orientation de centre-gauche. Le 23 octobre 2006, la coalition est élargie aux ultra-nationalistes d'Israel Beytenou dont le chef Avigdor Liberman est nommé ministre des Affaires stratégiques et sixième vice-Premier ministre.

## Élection interne de 2008
À la suite des scandales touchant Ehud Olmert, celui-ci a dû démissionner de son poste de chef du parti. Le 18 septembre 2008, Tzipi Livni lui succède avec 43,1 % des voix (16 936 votes) face à Shaul Mofaz (42 %, 16 505 voix), Méir Chétrit (8,5 %, 3 357 voix) et Avi Dichter (6,5 %, 2 563 voix). En tout, 32 872 membres enregistrés de Kadima ont voté, soit 53,7 %.

## Élections législatives de 2009
Kadima remporte 28 sièges aux élections législatives de 2009 restant le premier parti à la Knesset. Mais c'est le Likoud de Netanyahou qui forme le gouvernement : Kadima demande à rester dans l'opposition et Tzipi Livni devient chef de l'opposition.

## Élection interne de 2012
Le 27 mars 2012, Shaul Mofaz est élu président de Kadima en battant Tzipi Livni (61,7 % contre 37,2 %). Dans sa première réunion, Mofaz déclare que son objectif est de remplacer le gouvernement « mauvais et froid » de Netanyahou.
En mai 2012, Kadima rallie la coalition gouvernementale.
En novembre 2012, Tzipi Livni quitte Kadima et crée le parti Hatnuah (« le mouvement ») qui comprend, à sa création, 7 des 28 députés de Kadima à la Knesset dont Méir Chétrit, Shlomo Molla et Majalli Wahabi.

## Élections législatives de 2015
En janvier 2015, deux mois avant les élections législatives anticipées, les sondages sont très mauvais pour le parti : ils estiment que seul, Kadima, n'aurait aucun député dans la 20e Knesset. Une union avec l'Union sioniste qui comprend le Parti travailliste et Hatnuah est envisagée mais Mofaz, président du parti, s'y refuse,. Mofaz annonce qu'il quitte la vie politique. Akram Hasson, un Druze est alors nommé chef du parti mais il quitte le parti deux jours plus tard pour rejoindre la liste du parti Koulanou menée par Moshe Kahlon. Sans dirigeant, Kadima ne présente pas de candidat aux élections.

## Direction du parti
- Ariel Sharon (novembre 2005-janvier 2006)
- Ehud Olmert (janvier 2006-septembre 2008)
- Tzipi Livni (septembre 2008-mars 2012)
- Shaul Mofaz (mars 2012-janvier 2015)
- Akram Hasson (janvier 2015)

## Résultats électoraux
| Année | %            | Mandats      | Rang         | Gouvernement                                                         |
| ----- | ------------ | ------------ | ------------ | -------------------------------------------------------------------- |
| 2006  | 22,02        | 29 / 120     | 1er          | Olmert                                                               |
| 2009  | 22,47        | 28 / 120     | 1er          | Opposition (2009-2012), Netanyahou II (2012), opposition (2012-2013) |
| 2013  | 2,09         | 2 / 120      | 12e          | Opposition                                                           |
| 2015  | pas candidat | pas candidat | pas candidat | pas candidat                                                         |

## Personnalités de Kadima
- Tzipi Livni - ex-Likoud, ancien ministre des Affaires étrangères
- Shimon Peres - ex-Avoda, président de l’État
- Ehud Olmert - ex-Likoud, ancien Premier ministre
- Méir Chétrit - ex-Likoud, ancien ministre de l’Intérieur
- Avraham Moshe Dichter - ancien chef du Service de sécurité intérieure israélien, ancien ministre de la Sécurité intérieure
- Marina Solodkin - ex-Likoud
- Haïm Ramon - ex-Avoda, ex 1er vice-Premier ministre
- Shaul Mofaz - ex-Likoud, ancien ministre des Transports
- Tzachi Hanegbi - ancien président par intérim du Likoud
- Avraham Hirschson - ex-Likoud
- Tzvi Reichman
- Gideon Ezra - ex-Likoud, ancien ministre de la Défense de l’environnement
- Ronni Bar-On - ex-Likoud, ancien ministre des Finances
- Dalia Itzik - ex-Avoda, ancienne présidente de la Knesset
- Ze'ev Boim - ex-Likoud, ancien ministre de la Construction et du Logement
- Yaacov Edery - ex-Likoud, ancien ministre de l’Immigration et du Développement régional
- Ze'ev Elkin (passé au Likoud en 2008)
- Magalli Wahebe - ex-Likoud
- Ruhamah Avraham - ex-Likoud
- Menachem Ben Sasson
- Shlomo Breznitz
- Eli Aflalo - ex-Likoud
- David Tal - ex-Noi (Am Ehad, Shas)
- Avigdor Yitzhaki
- Ronit Tirosh
- Othniel Schneller
- Michael Nudelman - ex-Ihud Leumi
- Amira Dotan
- Yoel Hassoun